# Tempelriddaren (livro)
O Cavaleiro Templário - em sueco Tempelriddaren - é um romance histórico do escritor sueco Jan Guillou, publicado em 1999. 

Esta obra faz parte da trilogia Arn:
- Vägen till Jerusalem (1998)
- Tempelriddaren (1999)
- Riket vid vägens slut (2000)

## Assunto do livro
O romance Tempelriddaren é a continuação do romance Vägen till Jerusalem.

O jovem Arn – agora com 27 anos – está na Terra Santa há dez, cumprindo a penitência de 20 anos de serviço como cavaleiro da Ordem Militar dos Templários.

Como chefe de guarnição de uma fortaleza em Gaza, Arn tem mais dificuldades com os cruzados recém-chegados do que com os próprios habitantes da região.

Ao mesmo tempo, na Suécia, a jovem Cecília cumpre a sua pena de 20 anos de reclusão como freira no convento cisterciense de Gudhem, onde espera pelo dia em que possa voltar a ver Arn.

## Tradução para português
- O Cavaleiro Templário[4]
- O Cavaleiro Templário[5]

## Externa länkar
- Página Oficial do Cavaleiro Templário Arn Magnusson